# Nesvady
Nesvady est un village de Slovaquie situé dans la région de Nitra.

## Histoire
Première mention écrite du village en 1269.

## Démographie

### Évolution de la population
| Année:               | 1994. | 2004.   | 2014. | 2024.   |
| -------------------- | ----- | ------- | ----- | ------- |
| Nombre de personnes: | 5113  | 5000    | 5100  | 4963    |
| Différence:          |       | -2,21 % | +2 %  | -2,68 % |

| Année:               | 2023. | 2024.   |
| -------------------- | ----- | ------- |
| Nombre de personnes: | 4974  | 4963    |
| Différence:          |       | -0,22 % |